# Leica M4

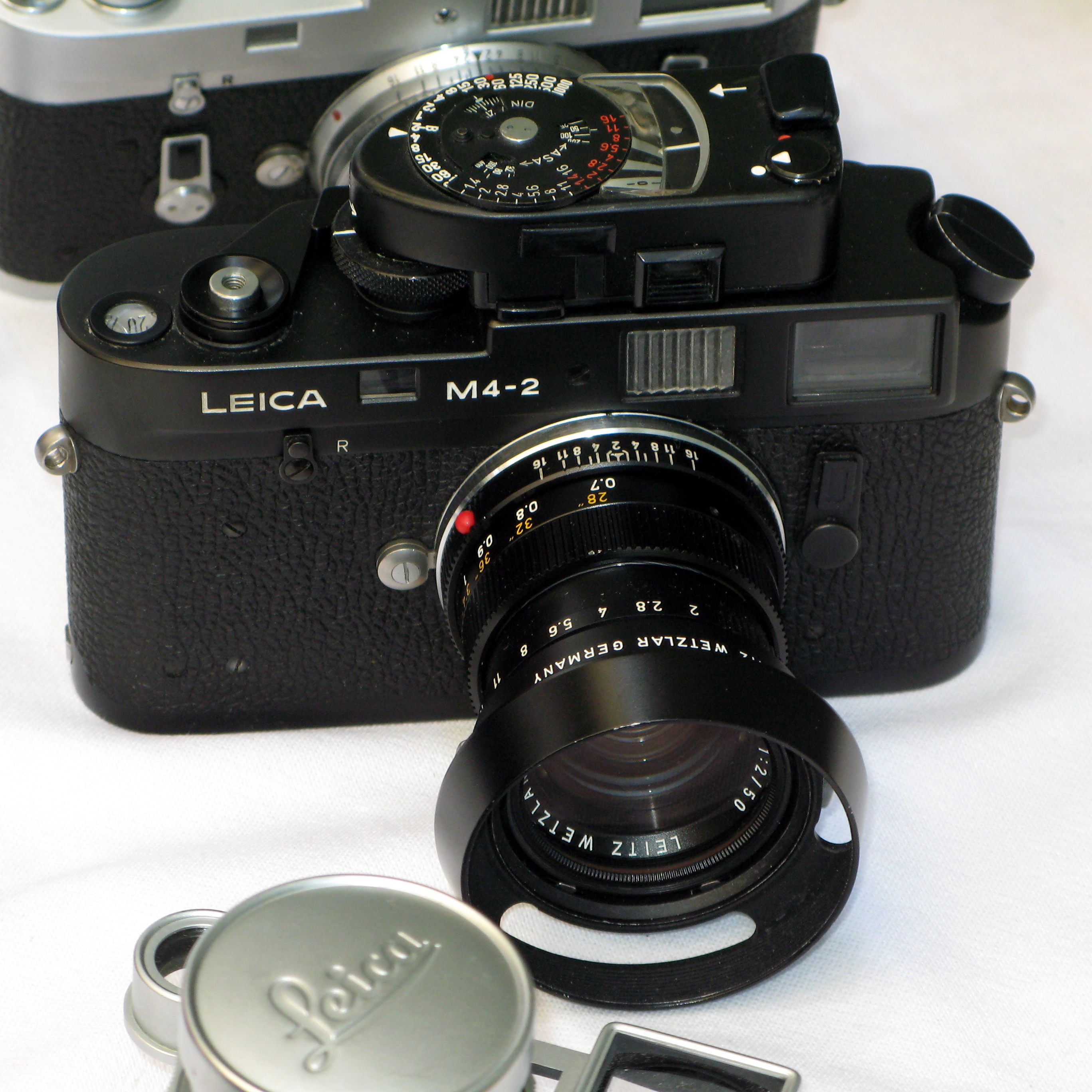
Leica M4-2 с CdS-экспонометром

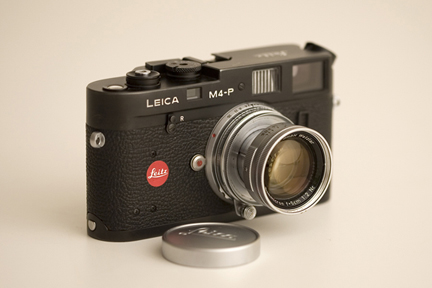
Leica M4-P

Leica M4 — малоформатный дальномерный фотоаппарат немецкой компании Leica Camera, выпускавшийся с модификациями суммарно с 1967 по 1984 год.
Четвёртая модель из семейства Leica M, очередная модификация фотоаппарата Leica M3.

## Отличия от ранних моделей
- Изменена форма верхней крышки (без выштамповок).
- Автоматический самосбрасывающийся счётчик кадров (как на Leica M3).
- Изменена форма курка взвода затвора, рукоятки переключения кадроограничительных рамок, рычага включения обратной перемотки плёнки, рычага автоспуска.
- Увеличение окуляра видоискателя 0,72×. В поле зрения видоискателя видны кадроограничительные рамки (с компенсацией параллакса) для объективов с фокусным расстоянием 35, 50 и 90 мм. Добавлена рамка для объектива с фокусным расстоянием 135 мм.
- В устройстве подсветки кадроограничительных рамок вместо матового стекла применена линза Френеля (как на Leica M3).

## Технические характеристики
- Тип применяемого фотоматериала — плёнка типа 135.
- Размер кадра 24×36 мм.
- Корпус металлический, со съёмной нижней крышкой и открывающейся панелью на задней стенке.
- Курковый взвод затвора и перемотки плёнки. Курок имеет два положения: транспортное и рабочее.
- Обратная перемотка плёнки головкой типа рулетка.
- Крепление объектива — байонет Leica M.
  - Аппарат мог комплектоваться по желанию покупателя объективами различных моделей, возможна была продажа без объектива (body).
- Видоискатель совмещён с дальномером, база дальномера 65 мм.
- В поле зрения видоискателя видны переключаемые кадроограничительные рамки для сменных объективов. Рамки для длиннофокусных объективов появлялись или автоматически или вручную, на передней панели камеры имелся переключатель. Автоматическое переключение рамок определялось конструкцией байонета Leica M. Адаптеры для сменных объективов, в свою очередь, выпускались для оптики М39 с различным фокусным расстоянием[2].
- Фотографический затвор — фокальный с матерчатыми шторками, с горизонтальным движением шторок.
- Выдержки затвора от 1 до 1/1000 с и «В», «невращающаяся» головка выдержек.
- Выдержка синхронизации — 1/50 с, кабельный синхроконтакт «Х» и «М».
- Обойма для крепления фотовспышки и сменных видоискателей.
- Механический автоспуск (на моделях Leica M4-2 и Leica M4-P отсутствует).

## Фотоаппараты Leica M4-2 и Leica M4-P
Фотоаппарат Leica M4 выпускался с 1968 по 1971 год. Производство прекращено в пользу камеры Leica M5 (с 1971 года). Однако бо́льшая по размерам и более дорогостоящая пятая модель была прохладно встречена покупателями и надежд фирмы-производителя не оправдала. В 1975 году (годовщина фирмы Leica Camera) производство четвёртой модели возобновлено.
В 1977 году начат выпуск модели Leica M4-2. Основные отличия: центральный синхроконтакт, отсутствие автоспуска, совместимость с моторными приставками для камер Leica M3 и Leica M2 и удешевлённая технология производства.
В 1981 году появилась Leica M4-P, в видоискателе которой появились дополнительные кадроограничительные рамки для сменной оптики с фокусным расстоянием 28 и 75 мм.
В 1984 году четвёртую модель сменила Leica M6, фактически это была Leica M4-P с полуавтоматической установкой экспозиции (TTL-экспонометр).
- Фотоаппараты Leica MDa и Leica MD-2 — упрощённые модификации без дальномера и видоискателя, предназначены для использования в качестве фоторегистратора или совместно с зеркальной приставкой «Leica Visoflex».